# Pseudonautia tinctifemur
Pseudonautia tinctifemur är en insektsart som beskrevs av Marius Descamps 1983. Pseudonautia tinctifemur ingår i släktet Pseudonautia och familjen Romaleidae. Inga underarter finns listade i Catalogue of Life.